# Матыкино
Матыкино — упразднённая деревня в Островском районе Костромской области. Входила в состав Клеванцовского сельского поселения. Исключена из учётных данных в 2025 году.

## География
Деревня расположена в южной части области на расстоянии примерно в 26 километрах по прямой к северо-востоку от районного центра посёлка Островское.

## Население
| 2008 | 2010 | 2014 |
| ---- | ---- | ---- |
| 0    | →0   | →0   |

Национальный состав
Согласно результатам переписи 2002 года, в национальной структуре населения русские составляли 100 % из 1 чел..